# Saison 2014 de l'équipe cycliste Lotto-Belisol U23

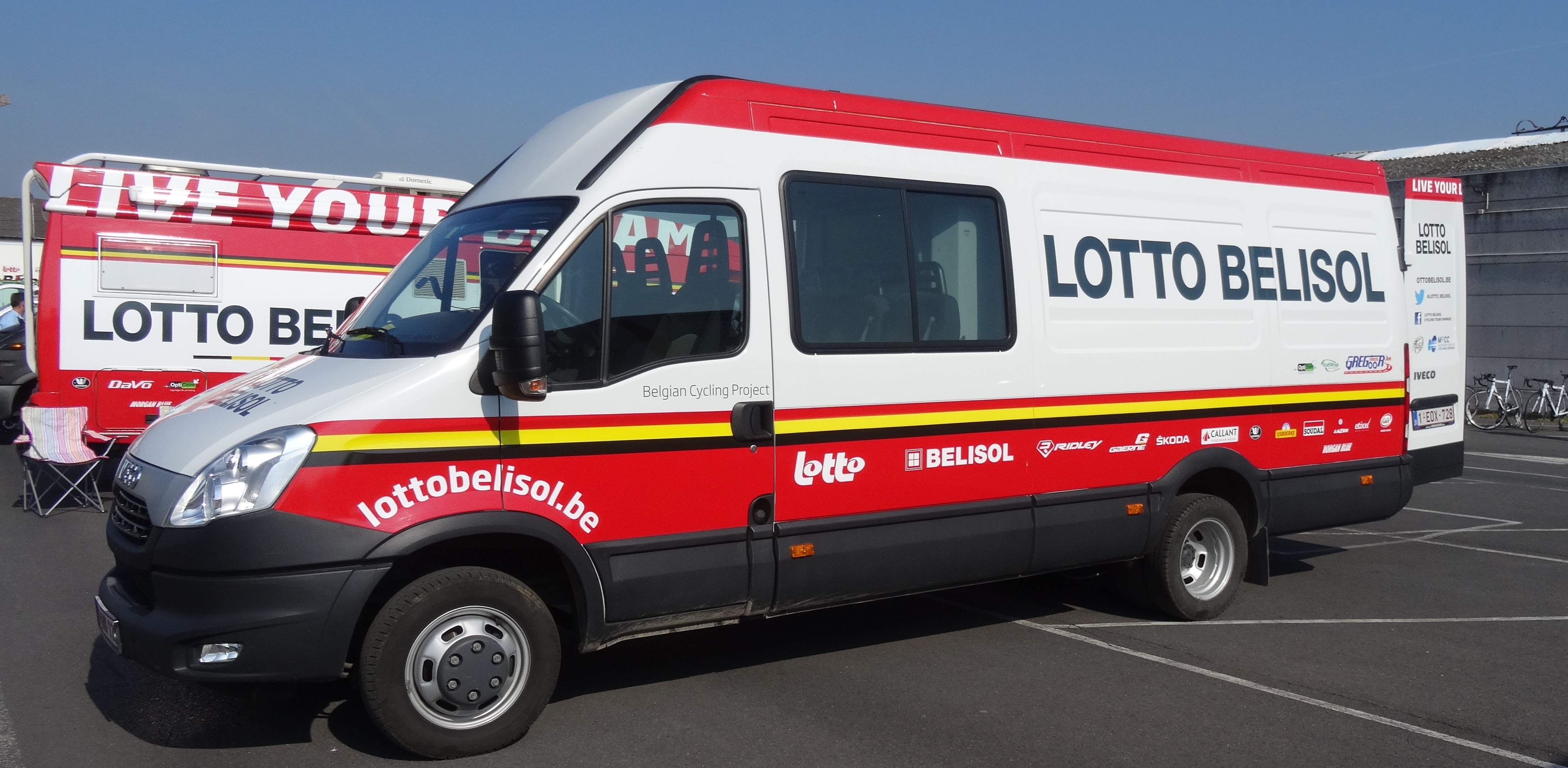
La camionnette lors du Grand Prix Criquielion 2014.

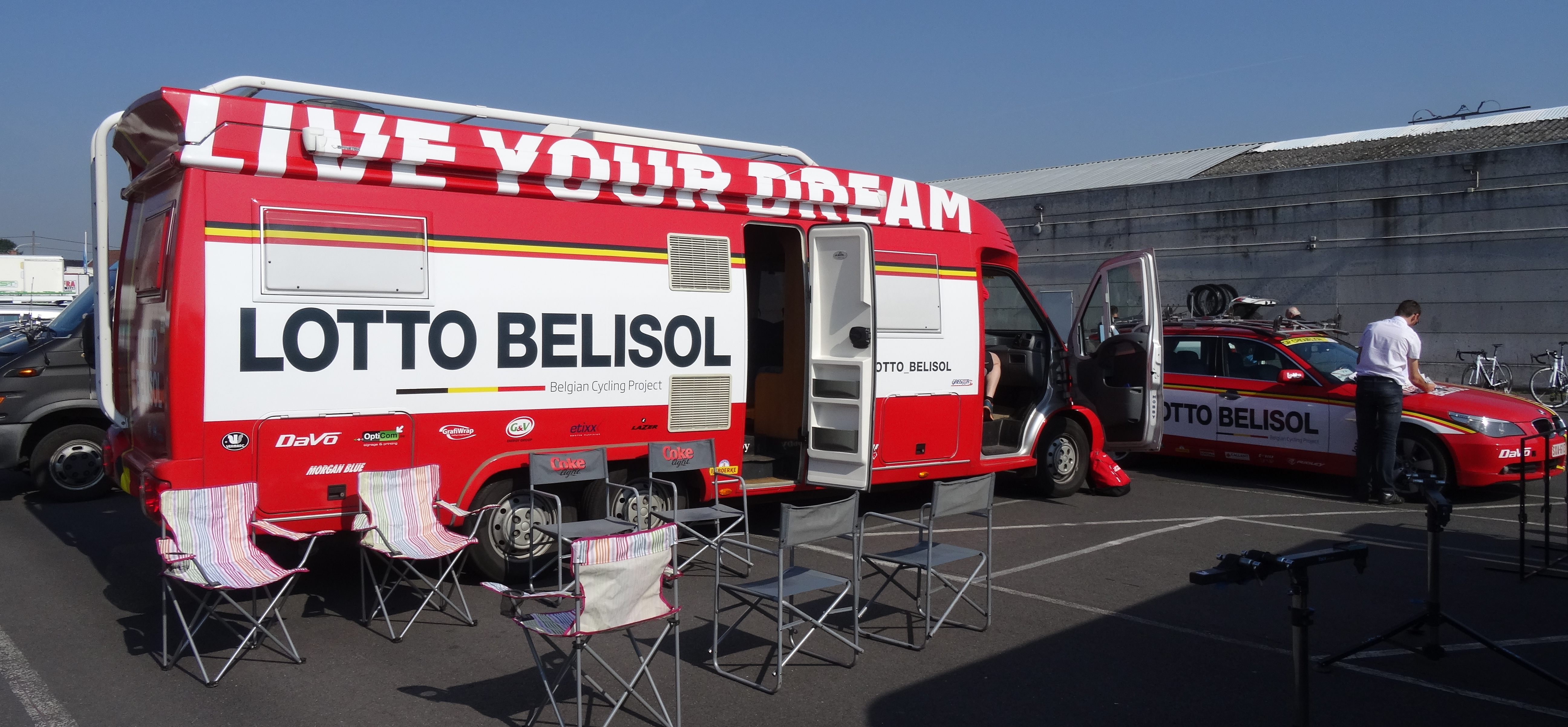
Le camping-car lors du Grand Prix Criquielion 2014.

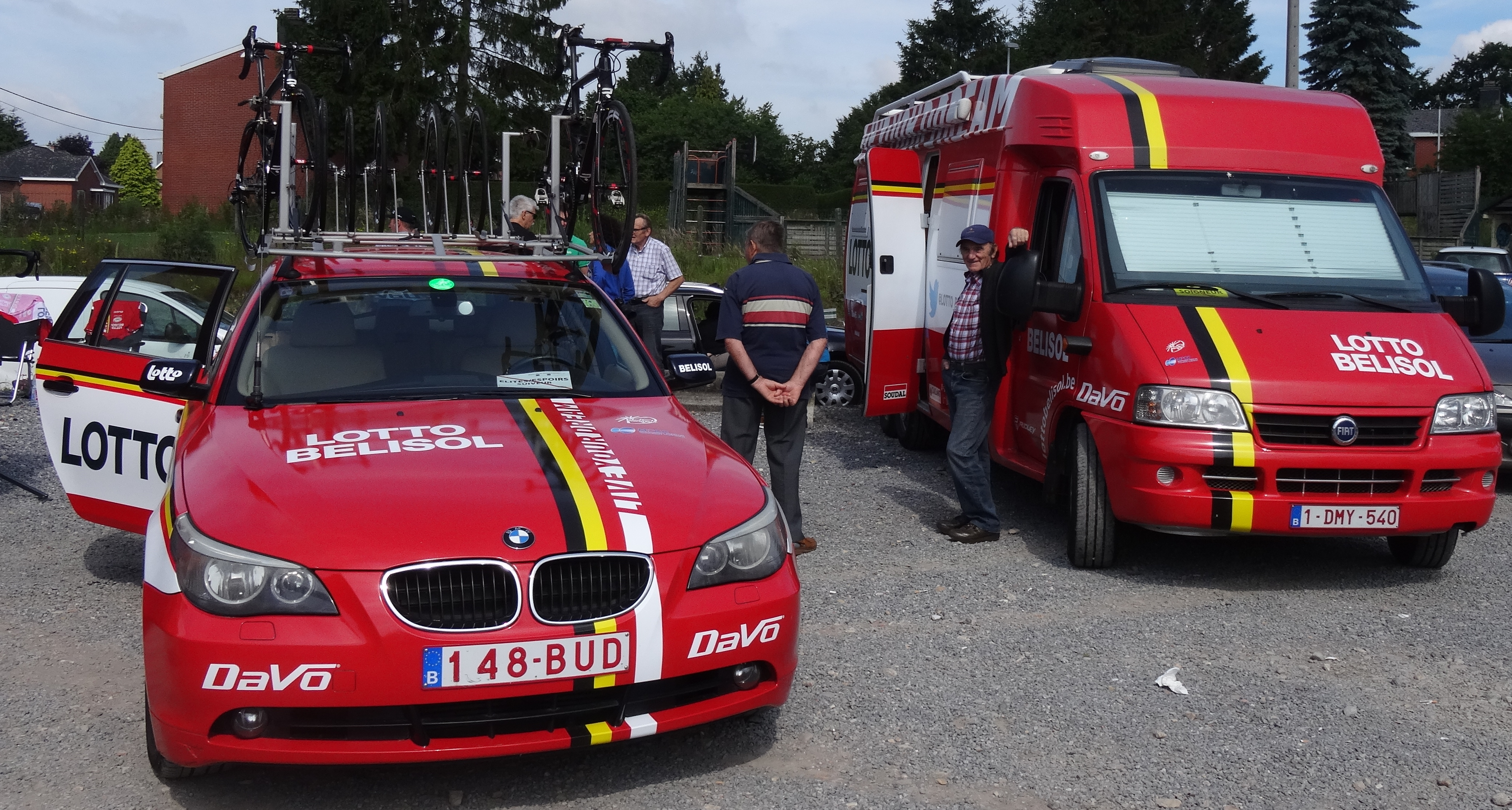
Une voiture et le camping-car lors de la Flèche ardennaise 2014.

La saison 2014 de l'équipe cycliste Lotto-Belisol U23 est la huitième de cette équipe.

## Préparation de la saison 2014

### Arrivées et départs
| Arrivées             | Équipe 2013            |
| -------------------- | ---------------------- |
| Amaury Capiot        | Rock Werchter          |
| Laurens De Plus      | Cube-Spie-Douterloigne |
| Ruben Pols           | Ventilair-Steria       |
| Brecht Ruyters       | Ventilair-Steria       |
| Mathias Van Gompel   | Balen BC               |
| Massimo Vanderaerden | DCM                    |
| Dieter Verwilst      | Avia-Crabbé            |

| Départs            | Équipe 2014                 |
| ------------------ | --------------------------- |
| Ruben Boons        | United                      |
| Stig Broeckx       | Lotto-Belisol               |
| Victor Campenaerts | Topsport Vlaanderen-Baloise |
| Wouter Daniels     | Prorace                     |
| Walt De Winter     | Verandas Willems            |
| Benjamin Perry     | Baguet-MIBA Poorten-Indulek |
| Niels Reynvoet     | Josan-To Win                |
| Stef Van Zummeren  | 3M                          |
| Jeroen Vrolijkx    | Josan-To Win                |

## Coureurs et encadrement technique

### Effectif

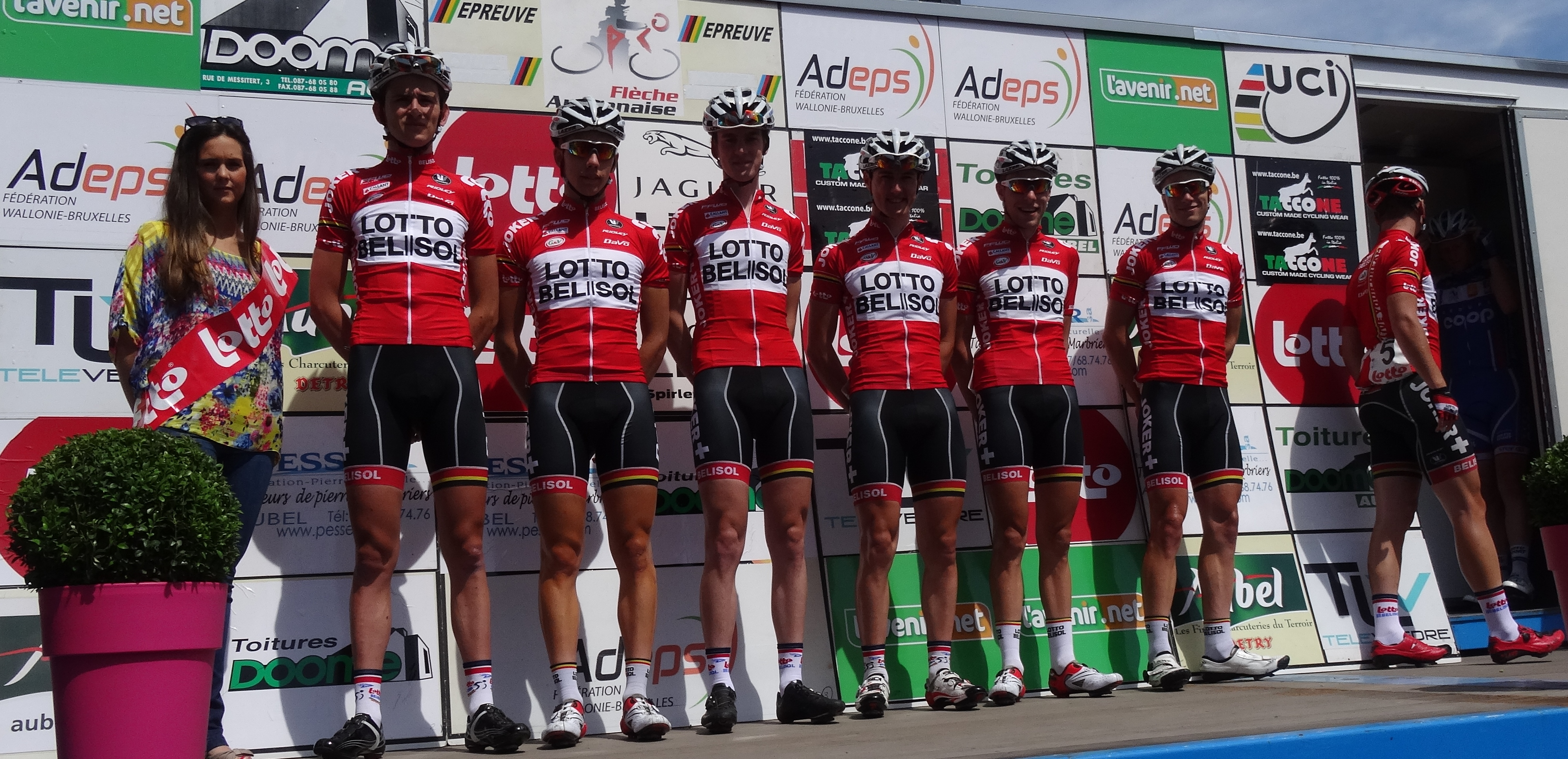
L'équipe lors de la Flèche ardennaise 2014.

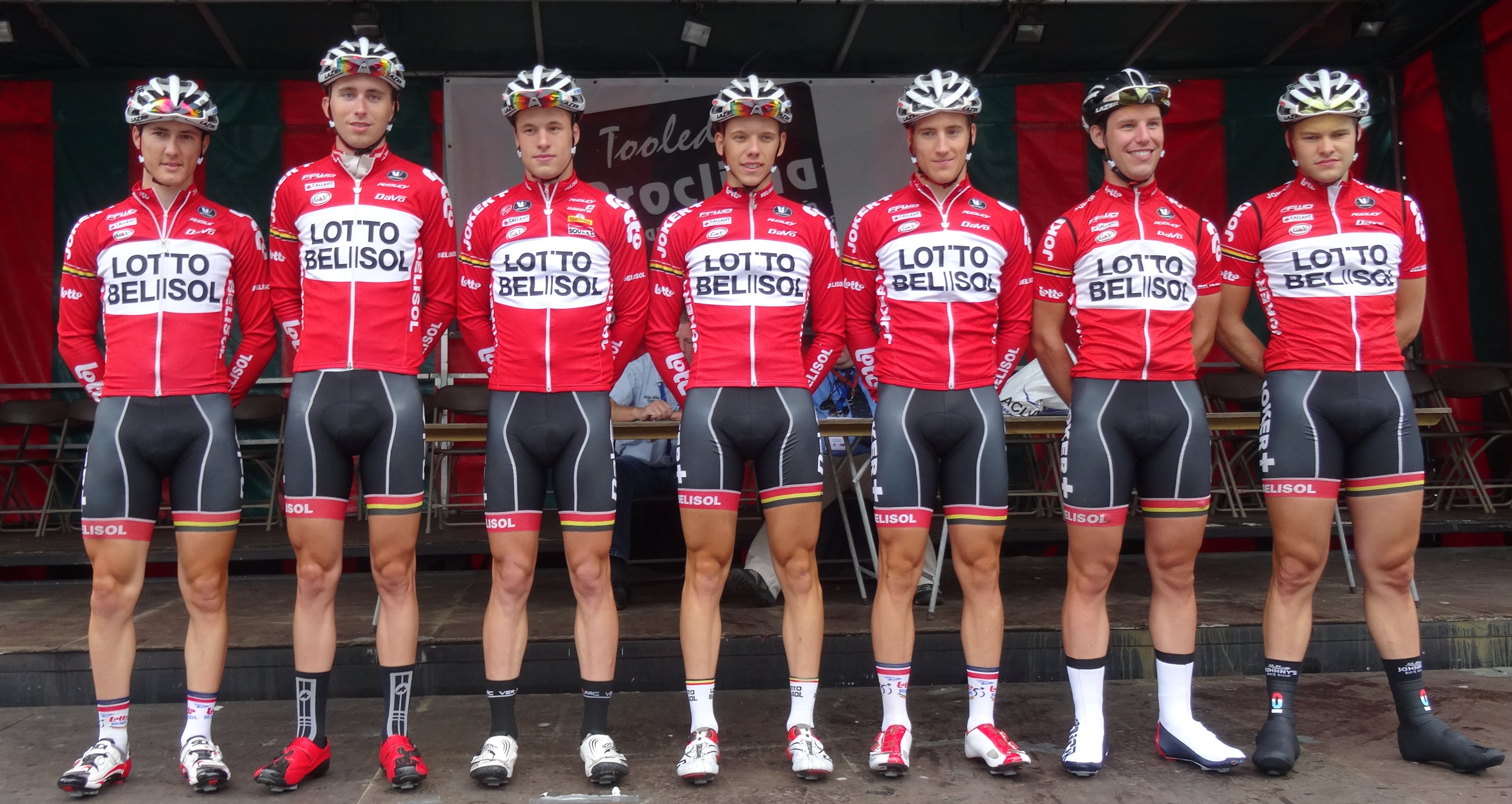
L'équipe lors de la Flèche du port d'Anvers 2014.

Vingt-trois coureurs constituent l'effectif 2014 de l'équipe,.
| Cycliste,            | Date de naissance | Nationalité      | Équipe 2013            |
| -------------------- | ----------------- | ---------------- | ---------------------- |
| Tiesj Benoot         | 11 mars 1994      | Belgique         | Lotto-Belisol U23      |
| Amaury Capiot        | 25 juin 1993      | Belgique         | Rock Werchter          |
| Jorne Carolus        | 22 février 1992   | Belgique         | Lotto-Belisol U23      |
| Maarten Craeghs      | 3 février 1992    | Belgique         | Lotto-Belisol U23      |
| Laurens De Plus      | 4 septembre 1995  | Belgique         | Cube-Spie-Douterloigne |
| Kevin Deltombe       | 27 février 1994   | Belgique         | Lotto-Belisol U23      |
| Frederik Frison      | 28 juillet 1992   | Belgique         | Lotto-Belisol U23      |
| Alexander Geuens     | 5 septembre 1994  | Belgique         | Lotto-Belisol U23      |
| Rob Leemans          | 1er juillet 1993  | Belgique         | Lotto-Belisol U23      |
| Hayden McCormick     | 1er janvier 1994  | Nouvelle-Zélande | Lotto-Belisol U23      |
| Daniel McLay         | 3 janvier 1992    | Royaume-Uni      | Lotto-Belisol U23      |
| Xandro Meurisse      | 31 janvier 1992   | Belgique         | Lotto-Belisol U23      |
| Dimitri Peyskens     | 26 novembre 1991  | Belgique         | Lotto-Belisol U23      |
| Ruben Pols           | 3 novembre 1994   | Belgique         | Ventilair-Steria       |
| Brecht Ruyters       | 14 mai 1993       | Belgique         | Ventilair-Steria       |
| Dries Van Gestel     | 30 septembre 1994 | Belgique         | Lotto-Belisol U23      |
| Mathias Van Gompel   | 24 août 1995      | Belgique         | Balen BC               |
| Jef Van Meirhaeghe   | 21 janvier 1992   | Belgique         | Lotto-Belisol U23      |
| Kenneth Van Rooy     | 8 octobre 1993    | Belgique         | Lotto-Belisol U23      |
| Thomas Vanbesien     | 29 août 1993      | Belgique         | Lotto-Belisol U23      |
| Massimo Vanderaerden | 21 janvier 1995   | Belgique         | DCM                    |
| Louis Vervaeke       | 6 octobre 1993    | Belgique         | Lotto-Belisol U23      |
| Dieter Verwilst      | 27 février 1994   | Belgique         | Avia-Crabbé            |

Portraits
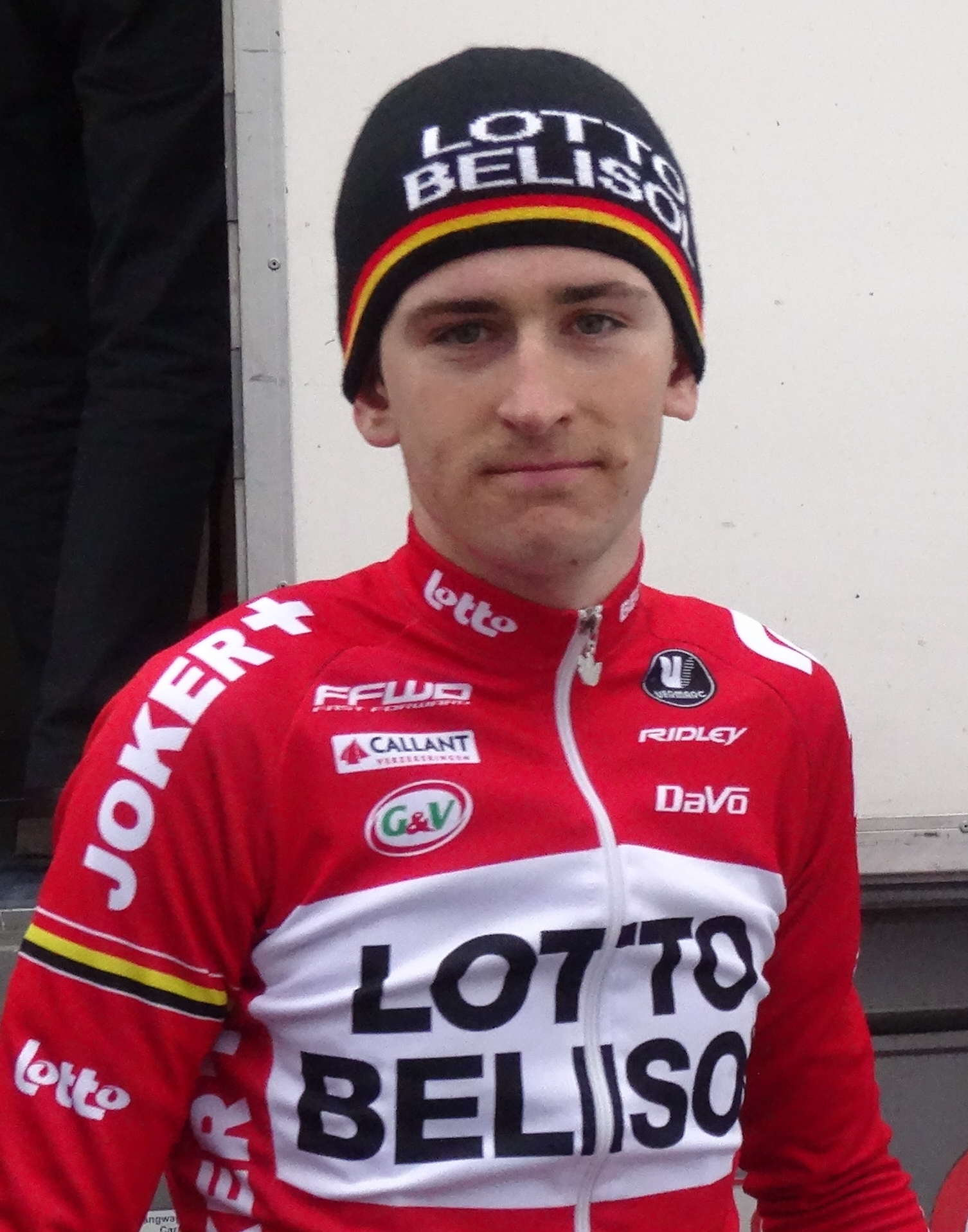
Tiesj Benoot
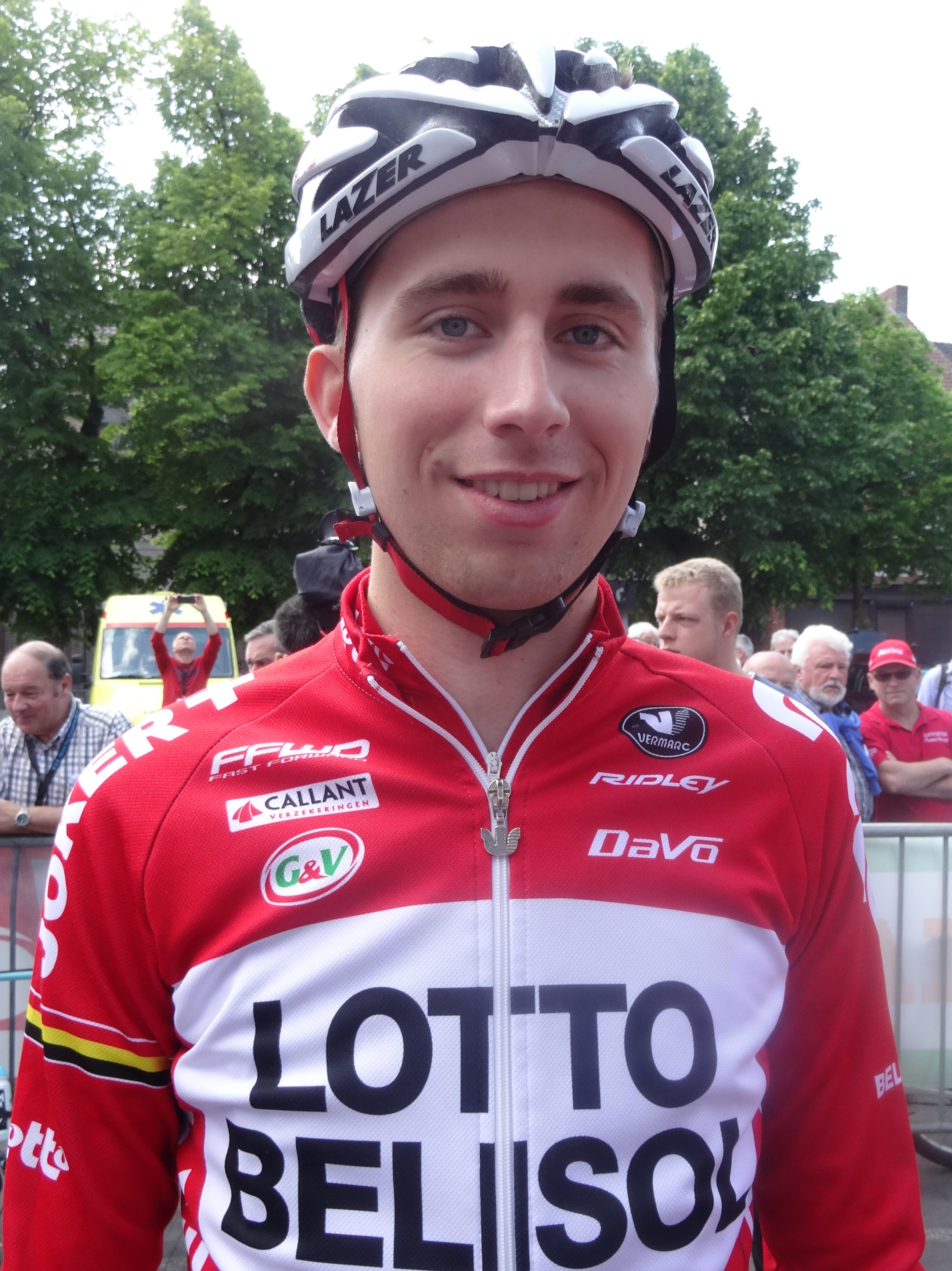
Amaury Capiot.
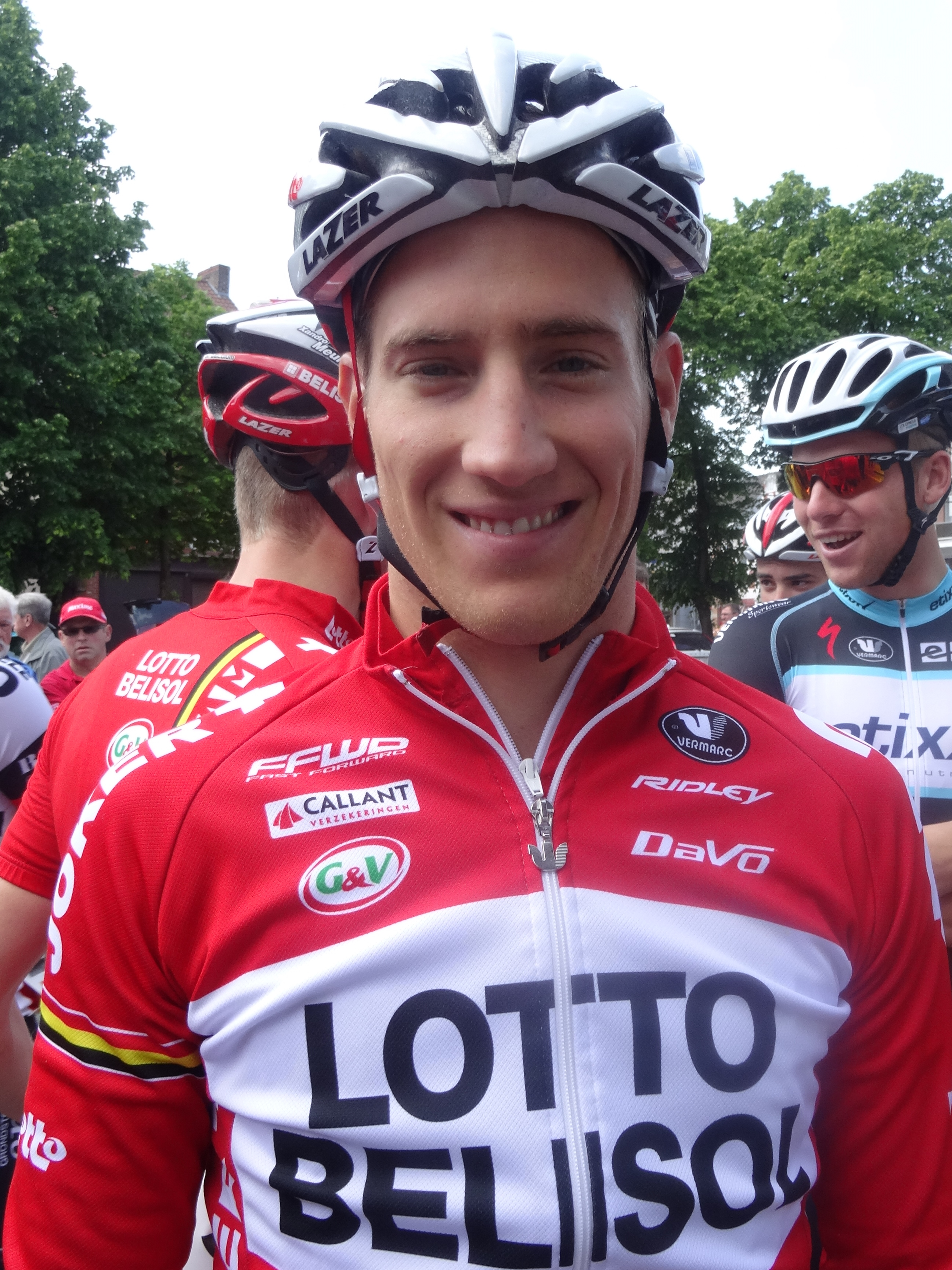
Maarten Craeghs.
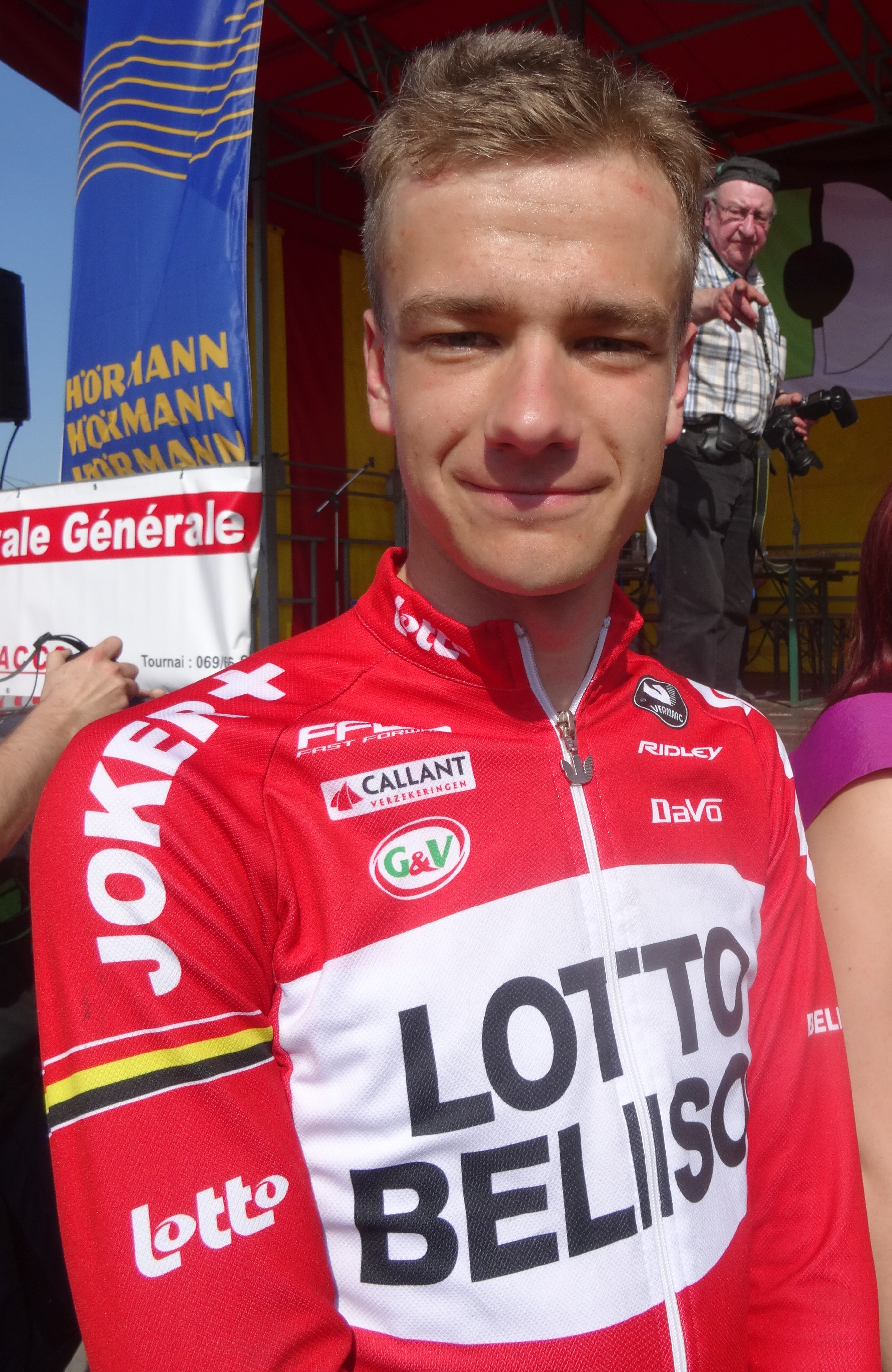
Kevin Deltombe.
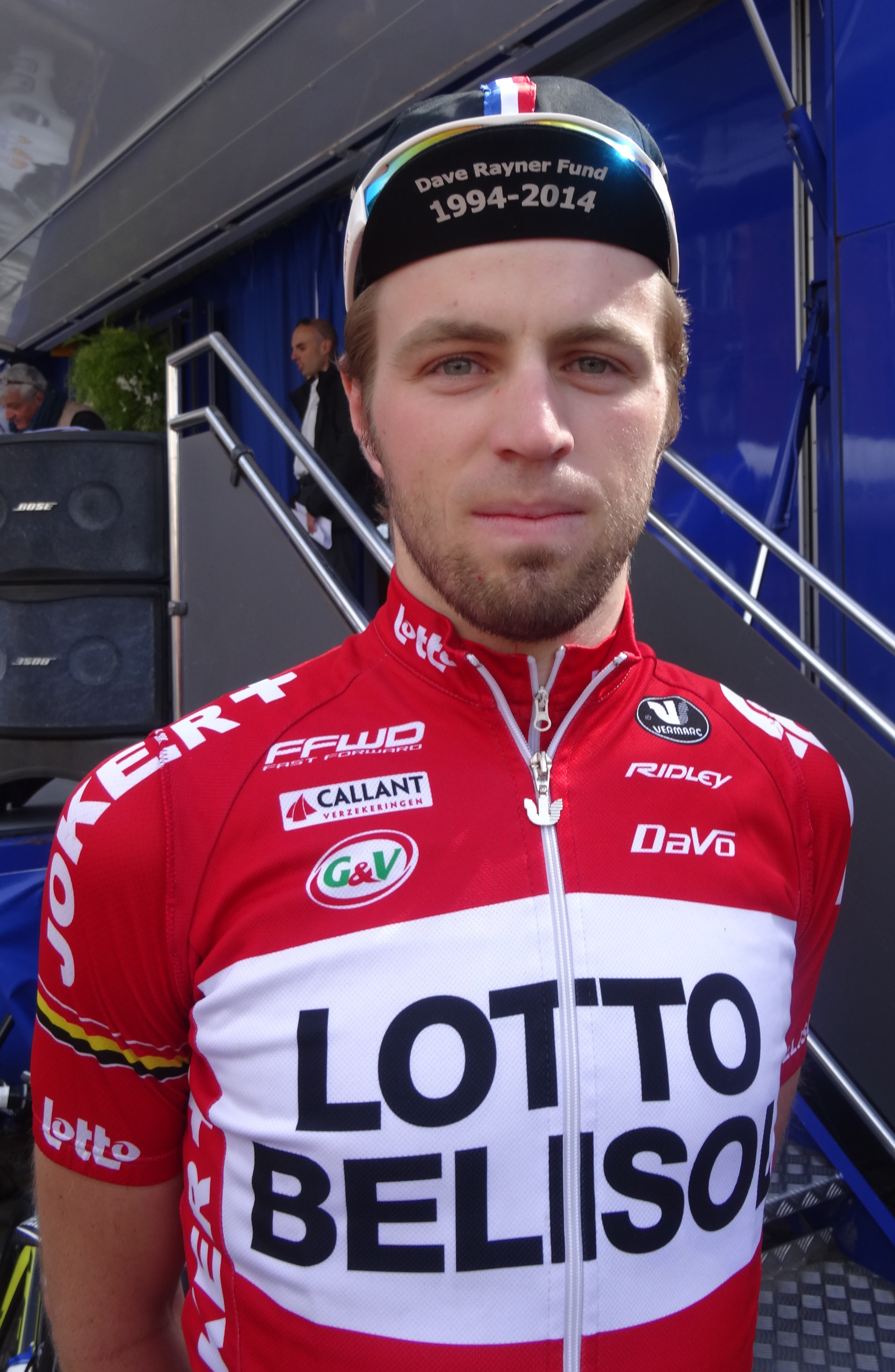
Daniel McLay.
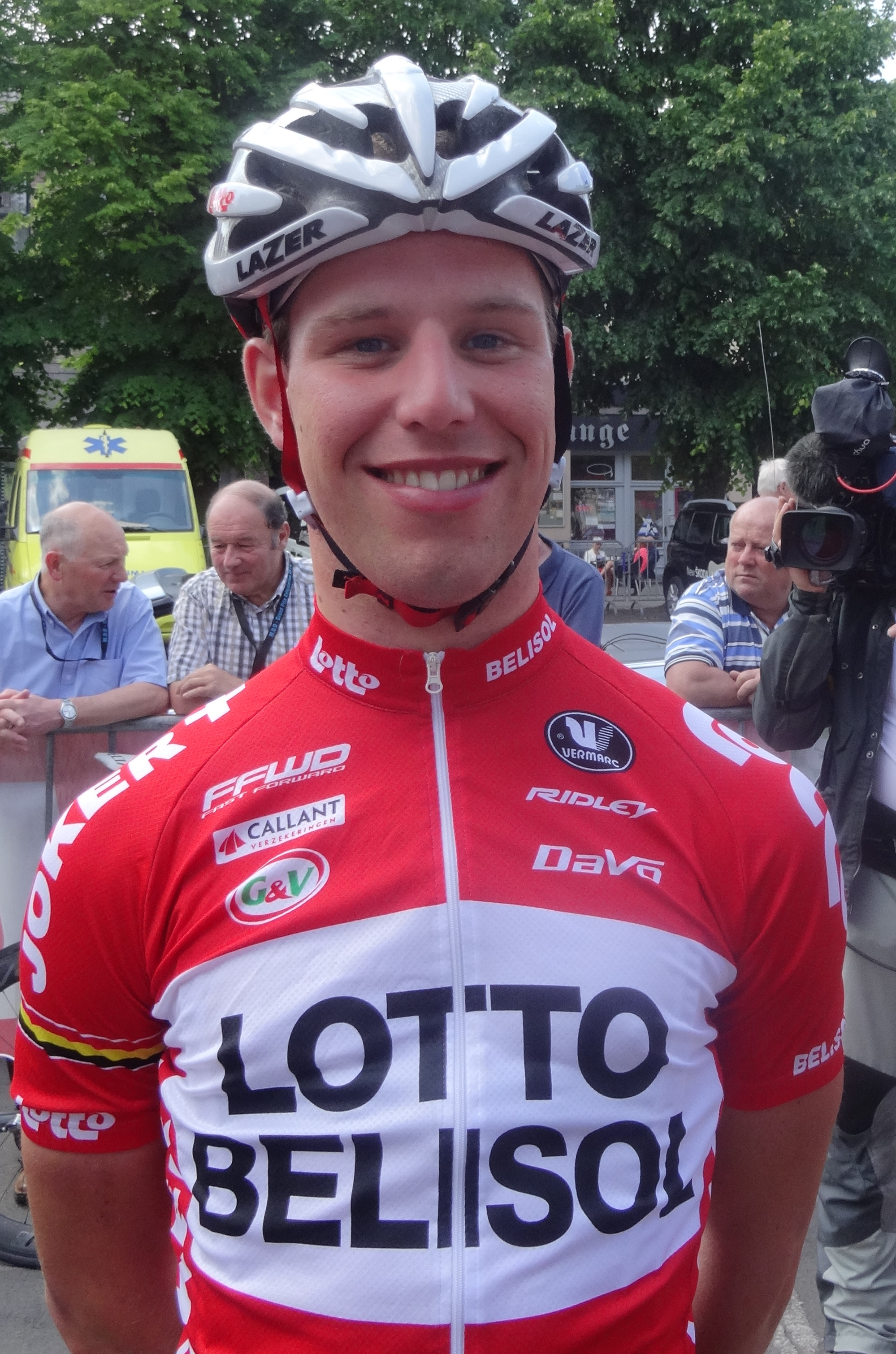
Xandro Meurisse.
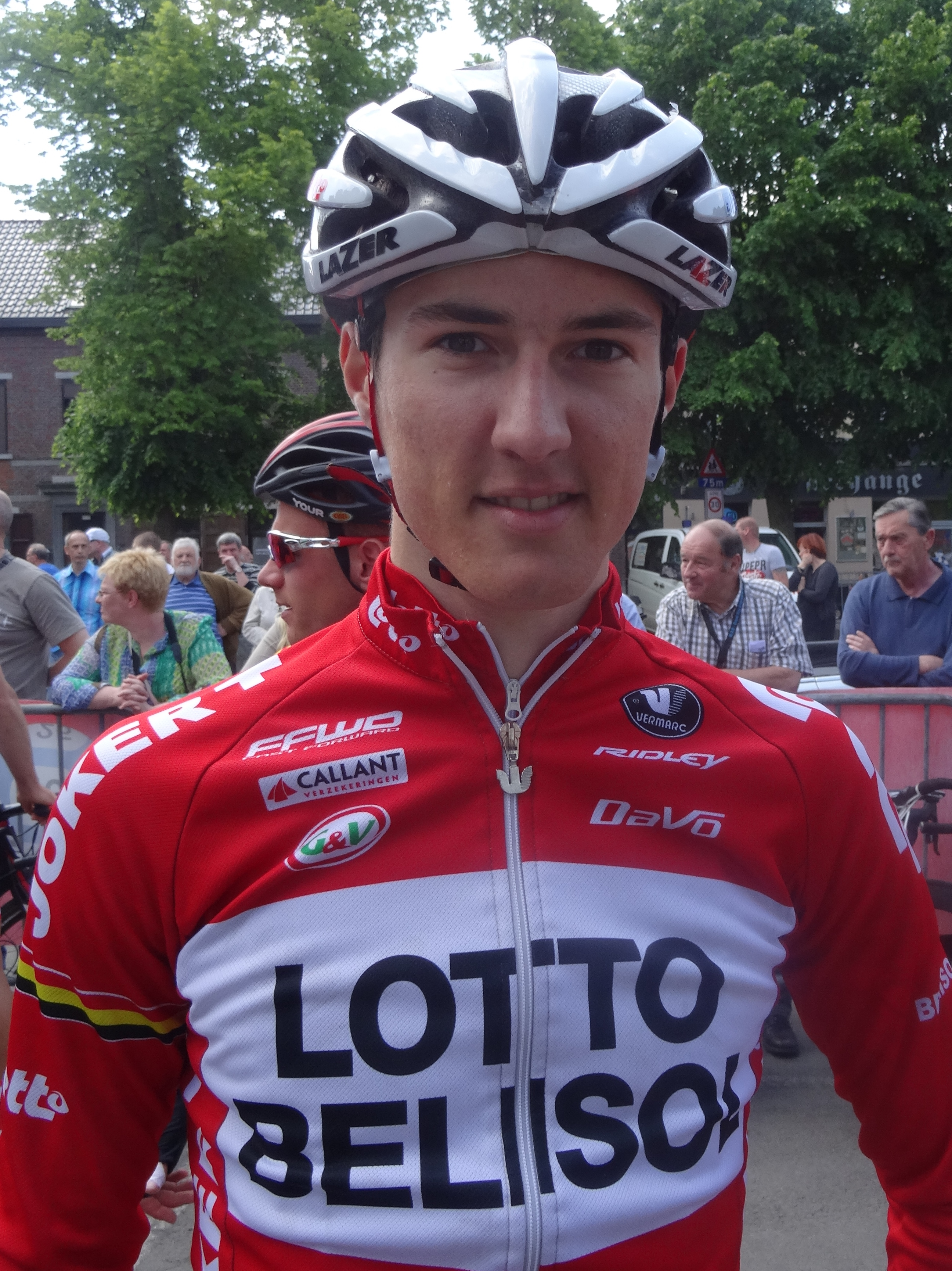
Ruben Pols.
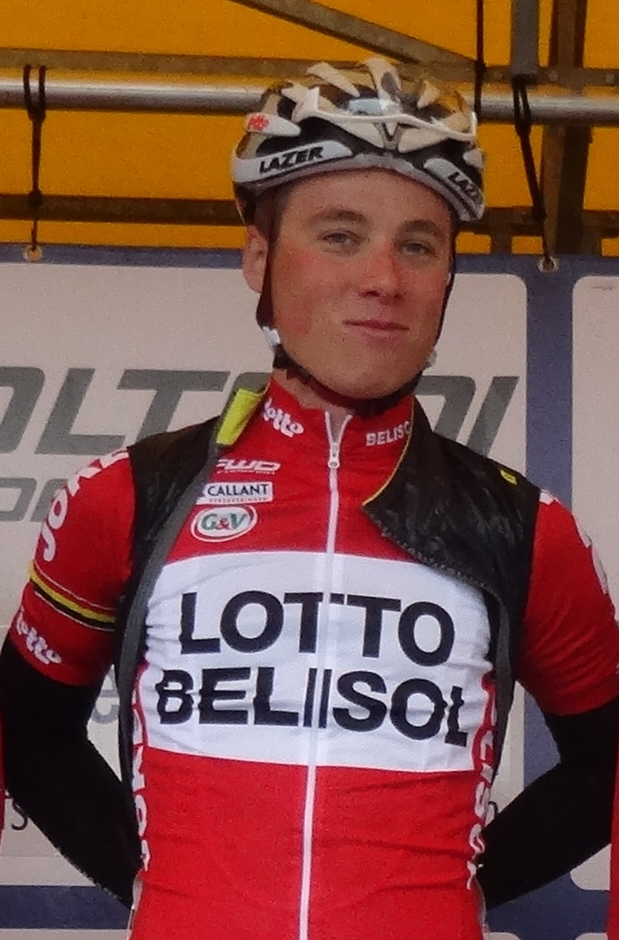
Dimitri Peyskens.
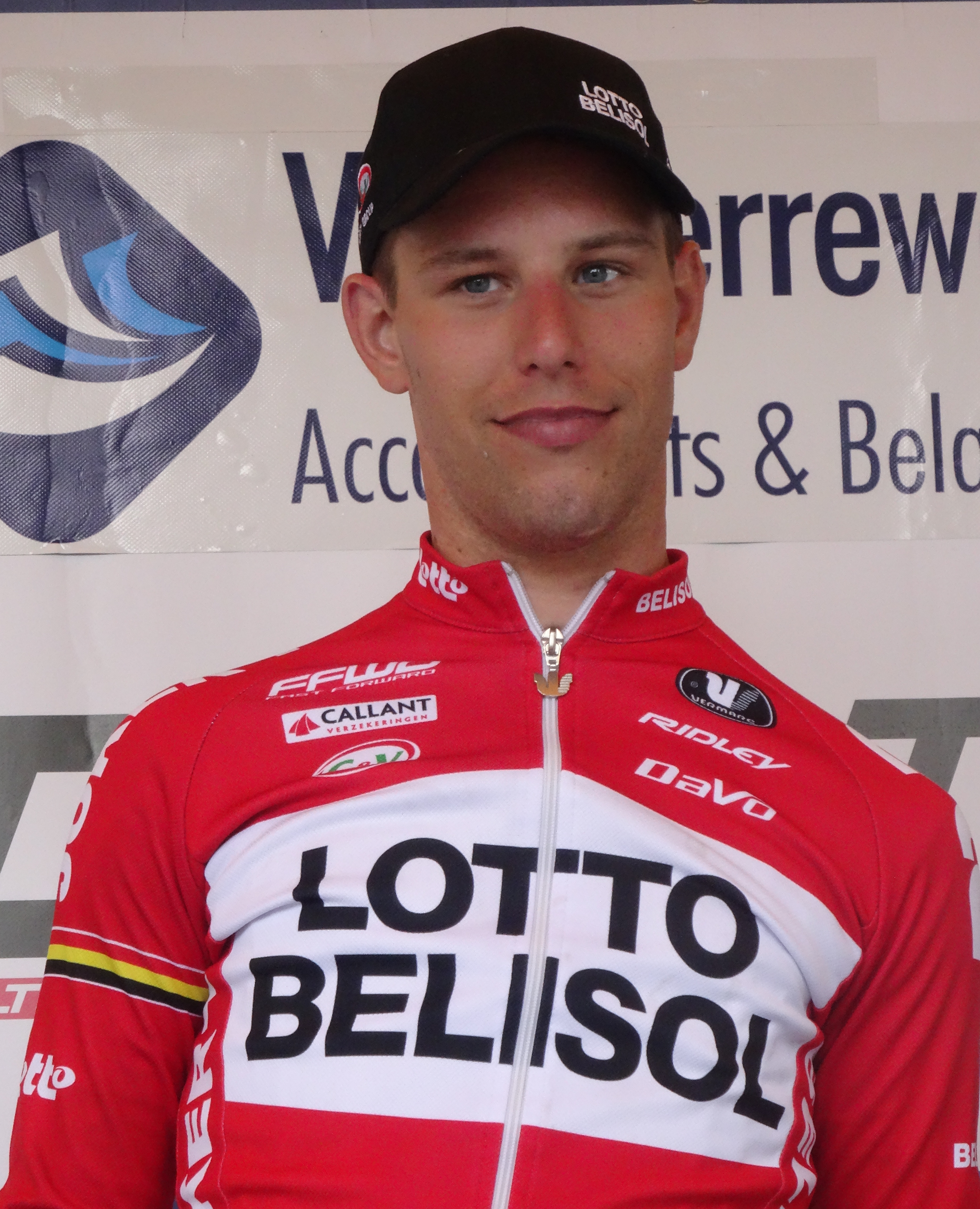
Jef Van Meirhaeghe.
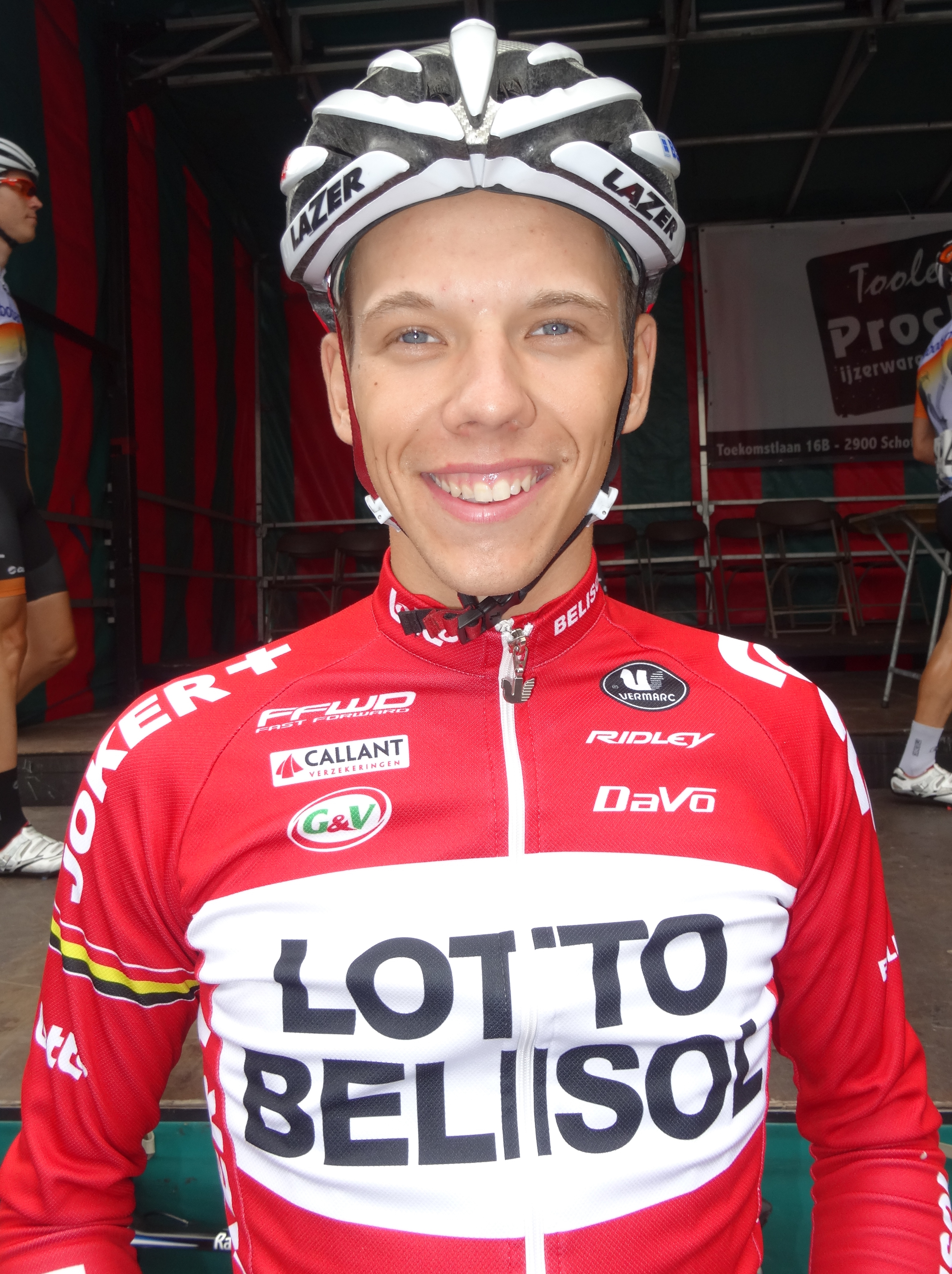
Kenneth Van Rooy.
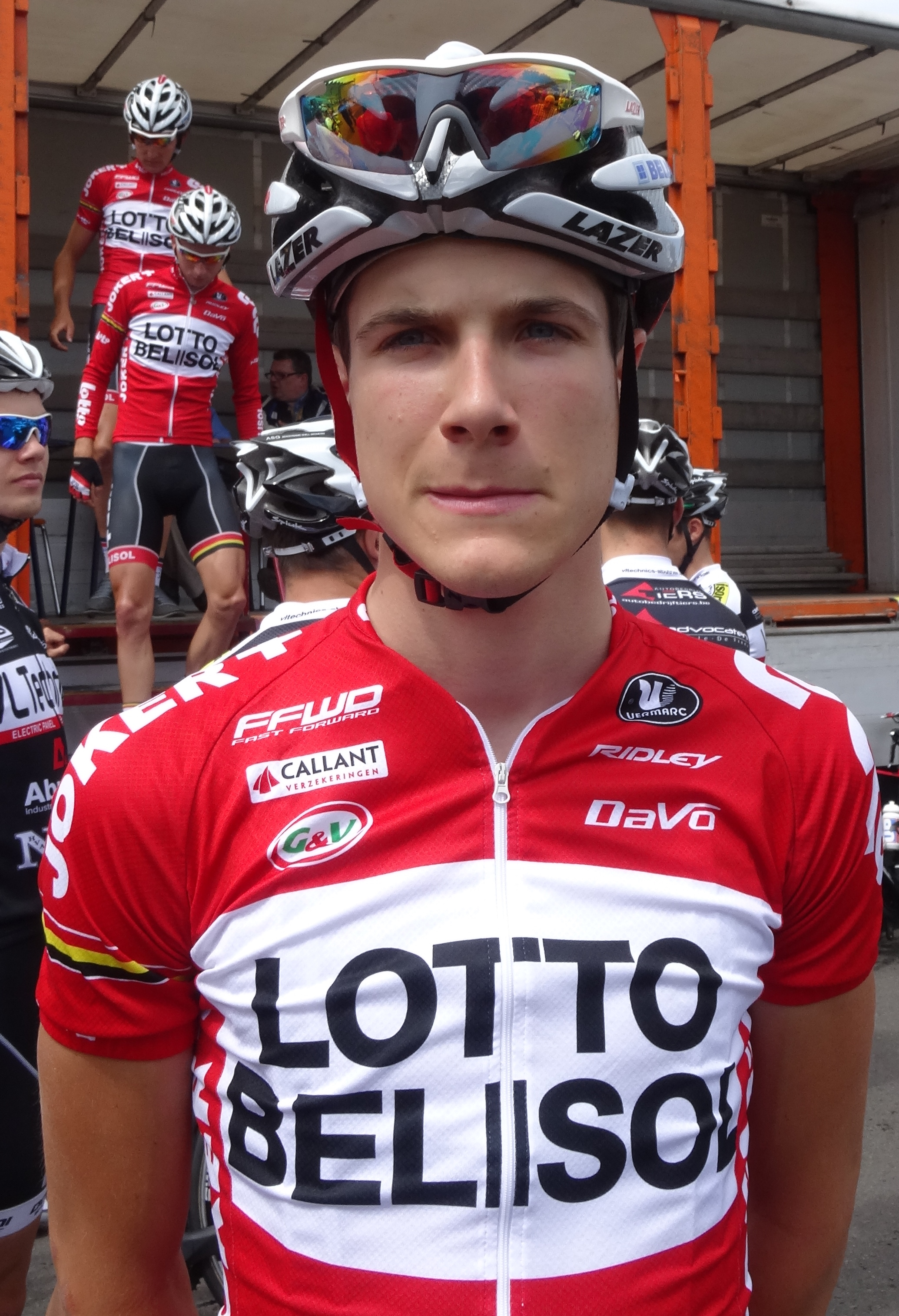
Louis Vervaeke.

## Bilan de la saison

### Victoires

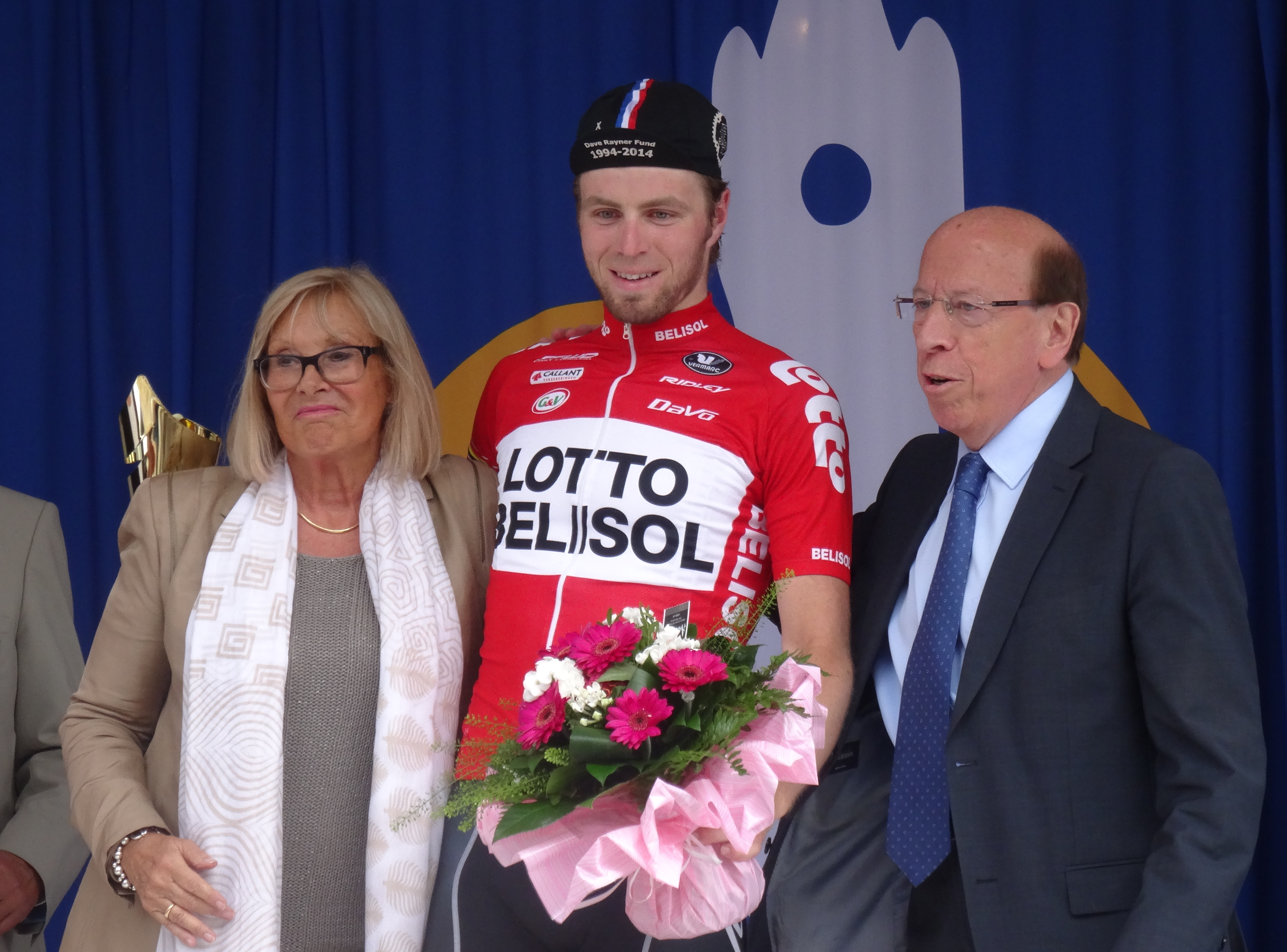
Daniel McLay, vainqueur de la 3e étape du Paris-Arras Tour 2014.

| Date       | Course                                             | Pays             | Classe | Vainqueur          |
| ---------- | -------------------------------------------------- | ---------------- | ------ | ------------------ |
| 12/01/2014 | Championnat de Nouvelle-Zélande sur route espoirs  | Nouvelle-Zélande | CN     | Hayden McCormick   |
| 27/03/2014 | 3e étape du Tour de Normandie                      | France           | 2.2    | Daniel McLay       |
| 25/05/2014 | 3e étape du Paris-Arras Tour                       | France           | 2.2    | Daniel McLay       |
| 25/05/2014 | Classement général de la Ronde de l'Isard d'Ariège | France           | 2.2U   | Louis Vervaeke     |
| 22/06/2014 | 5e étape du Tour des Pays de Savoie                | France           | 2.2U   | Louis Vervaeke     |
| 22/06/2014 | Classement général du Tour des Pays de Savoie      | France           | 2.2U   | Louis Vervaeke     |
| 24/08/2014 | Championnat de Belgique sur route espoirs          | Belgique         | CN     | Jef Van Meirhaeghe |